# 14 Arietis
14 Arietis este o stea din constelația Berbecul.
1. ↑  Gaia Data Release 2